# プロドゥア・アルザ
アルザ（ALZA、Alza）は、マレーシアの自動車メーカー、プロドゥアによって製造される小型MPV（ミニバン）である。

## 初代 M500型（2009年 - 2022年）
2009年11月23日発売。ダイハツ・ブーンルミナス/トヨタ・パッソセッテをベースにコード名D46Tとして開発され、ベース車とは異なる前後デザインおよび内装が与えられた。車名はスペイン語のAlzarに由来する。
エンジンは直列4気筒 1.5L 3SZ-VEを搭載。トランスミッションは4速オートマチックトランスミッションの他に、ブーンルミナス/パッソセッテにはまったく存在しない5速マニュアルトランスミッションも設定される。
2014年1月10日、フェイスリフトが行われた。
中期型

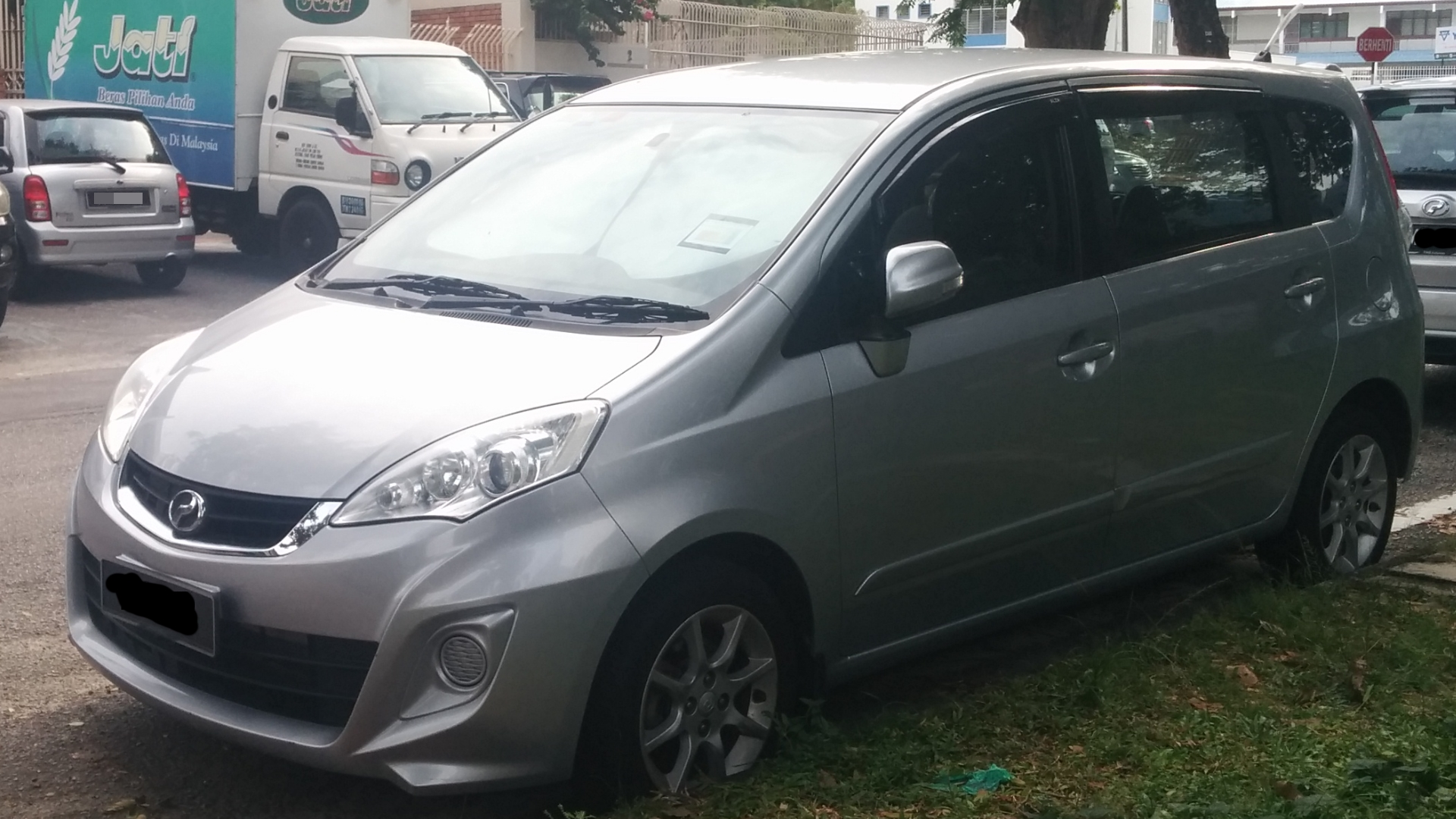
2014年販売型（フロント）
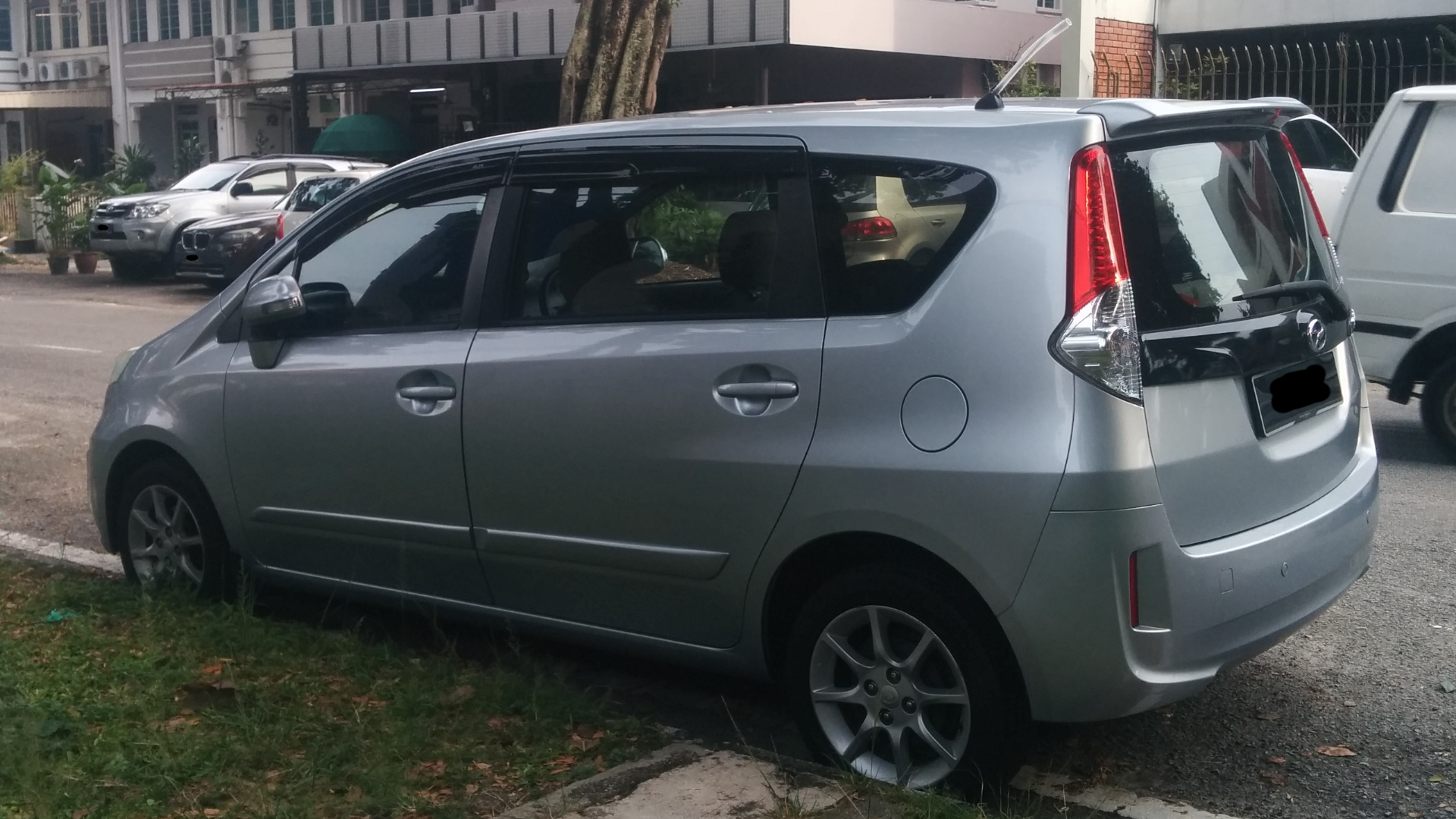
2014年販売型（リア）

後期型

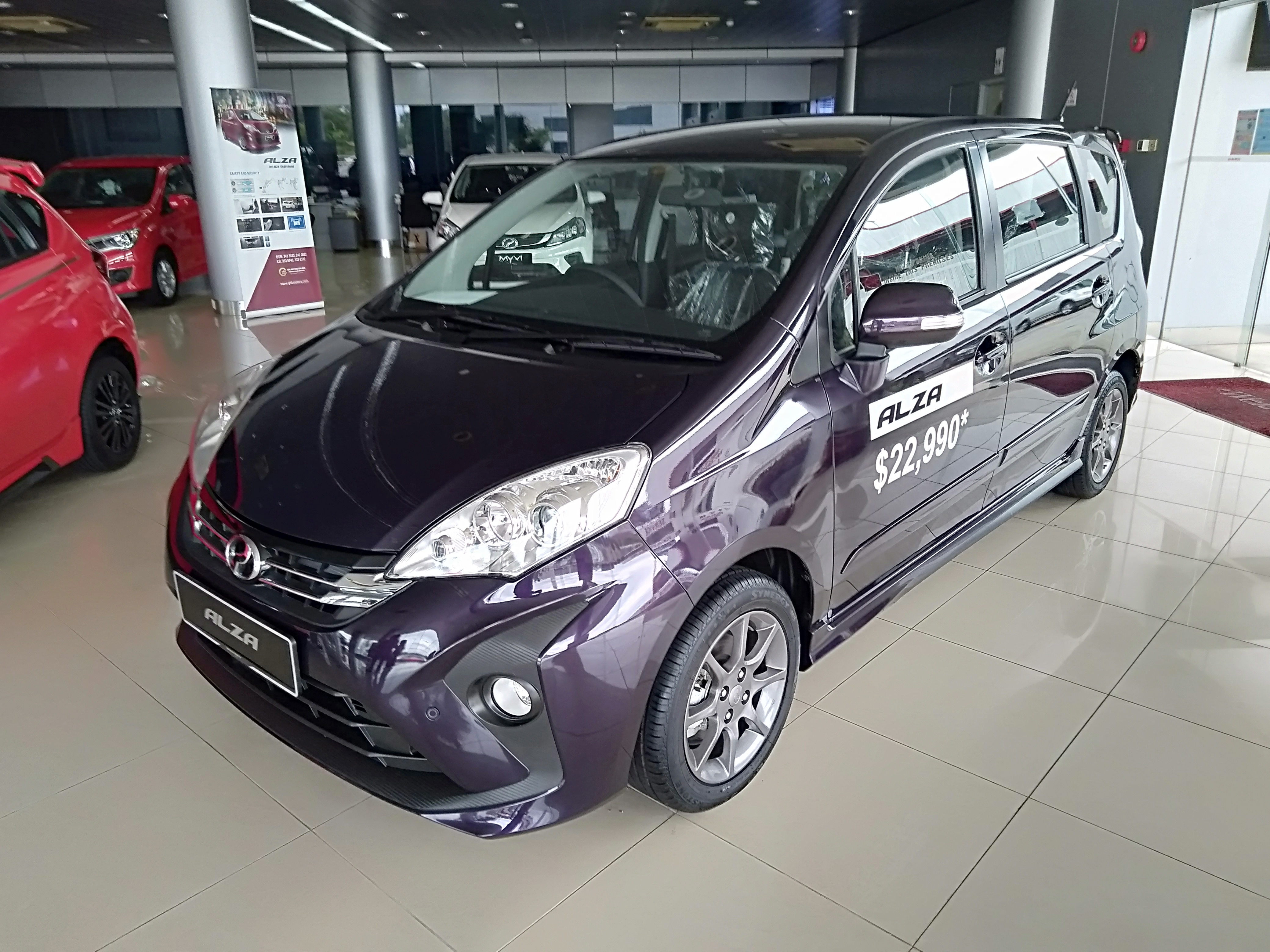
1.5 SEグレード（フロント）
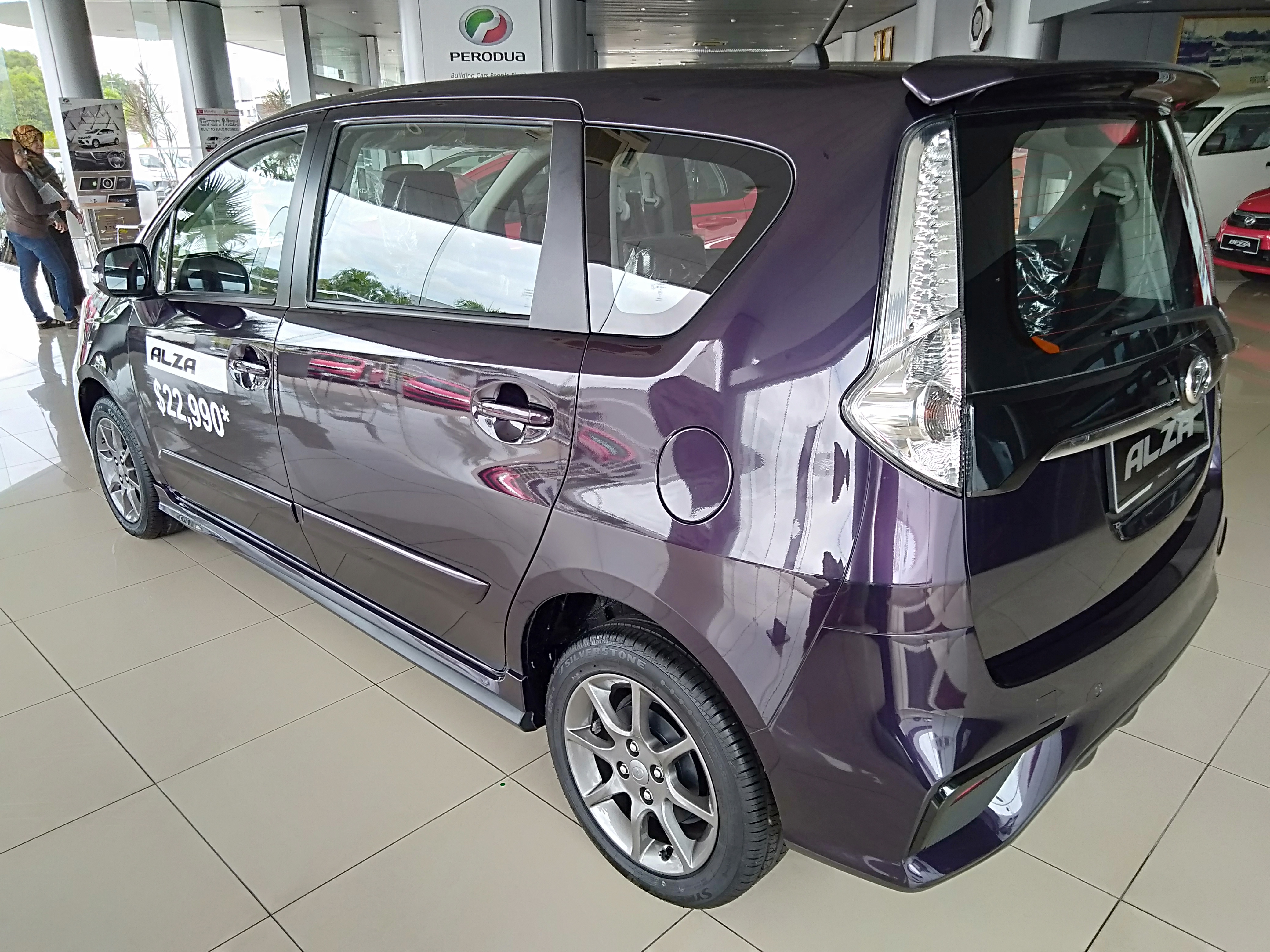
1.5 SEグレード（リア）
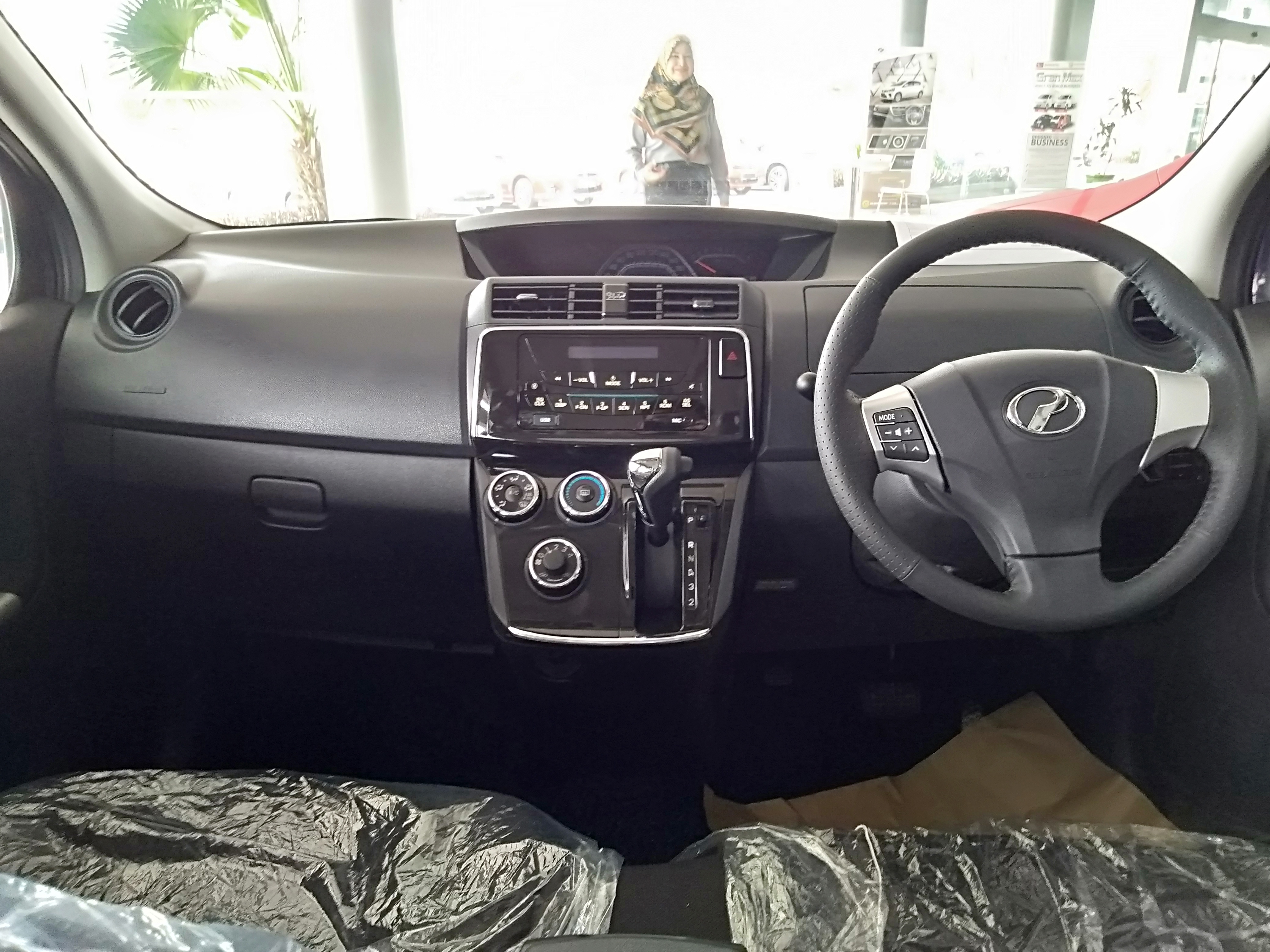
1.5 SEグレード（インテリア）
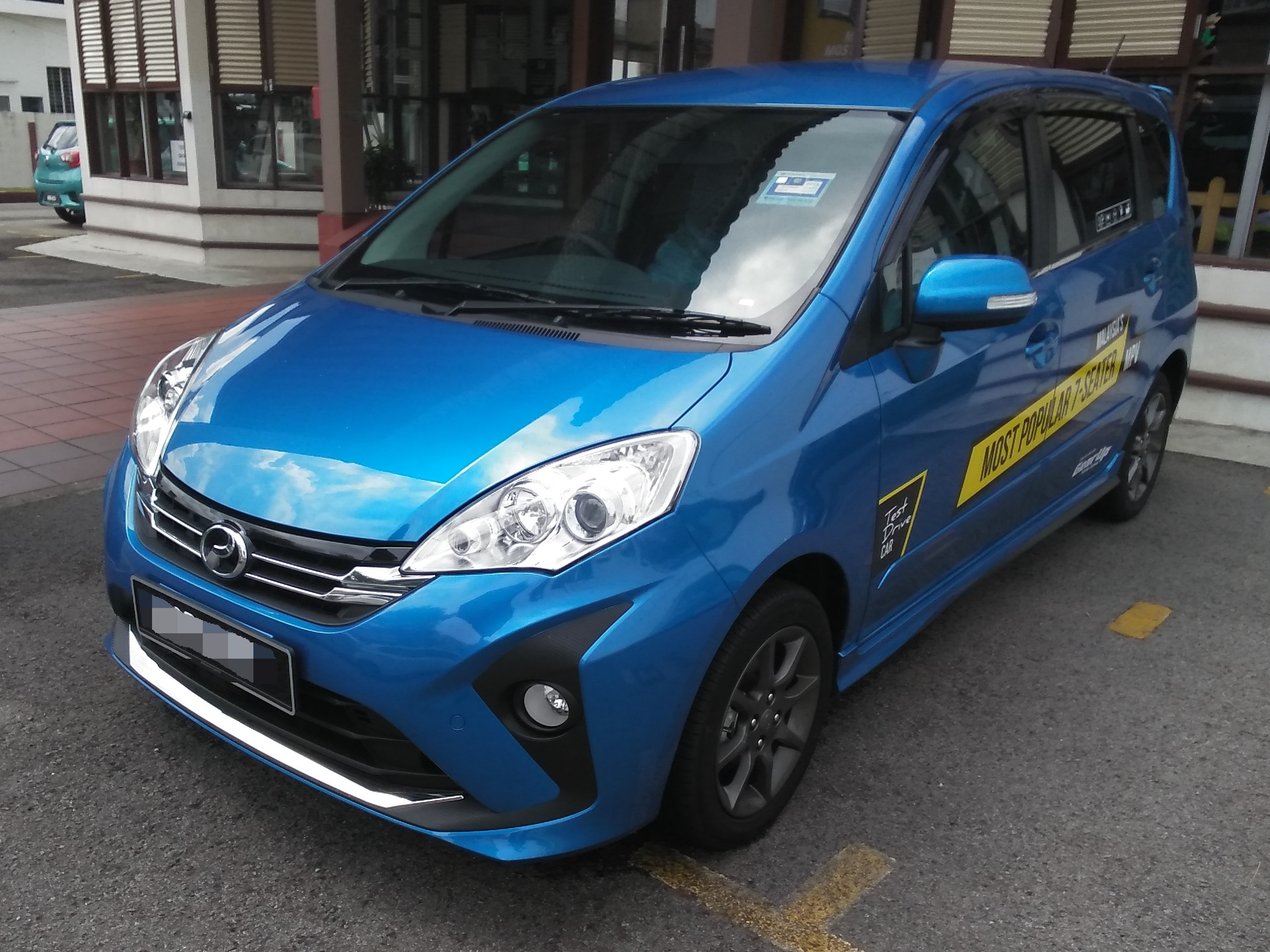
AV（フロント）
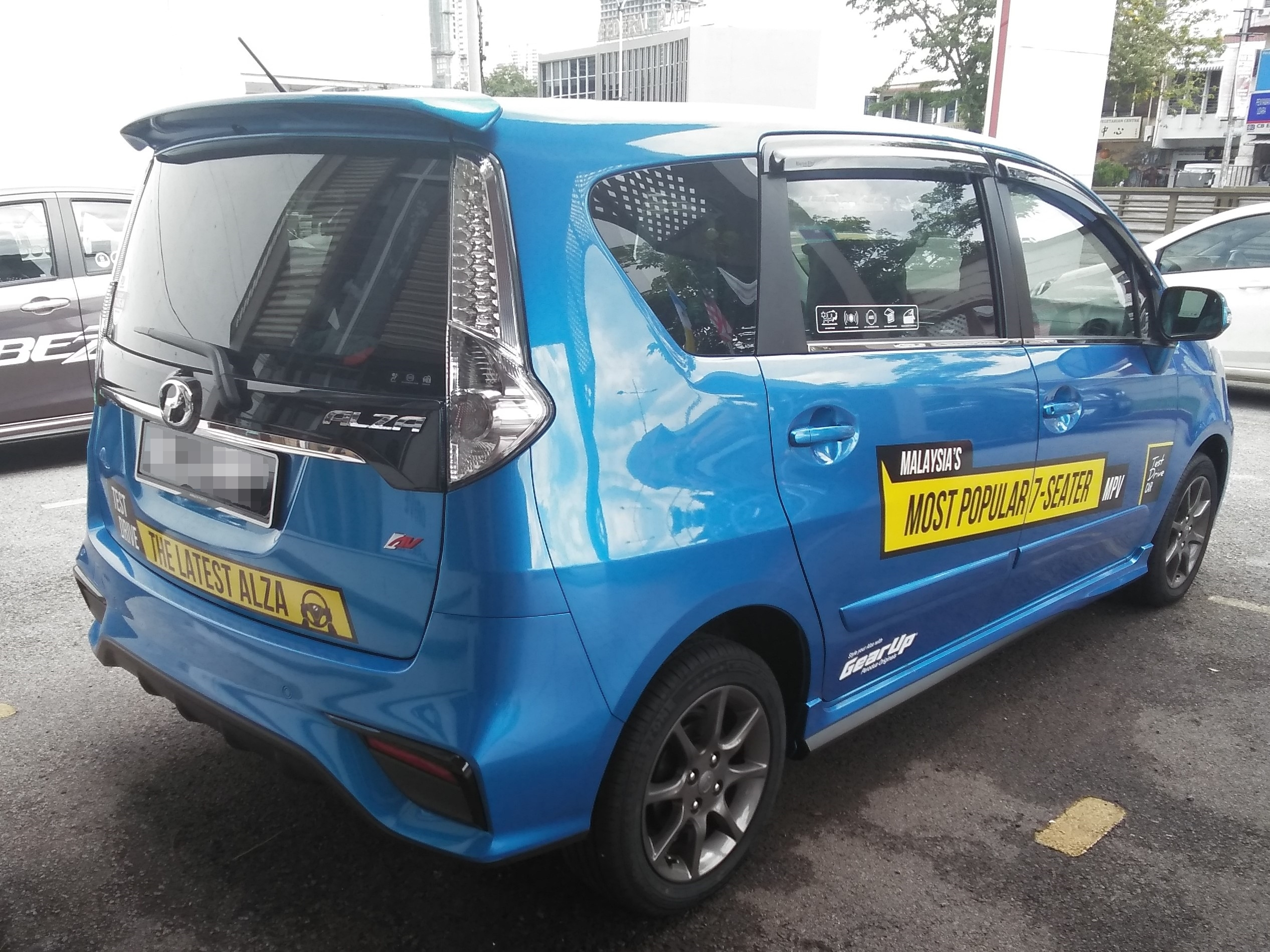
AV（リア）

## 2代目 W150型（2022年 - ）
2022年7月20日、13年目にして初のフルモデルチェンジが行われ、2代目となった。
2021年11月に3代目へフルモデルチェンジされたダイハツ・セニアと共通となるDNGA（DNGA-Bプラットフォーム）を採用し、トランスミッションに「D-CVT」を採用。1列目から3列目までのシート間距離を初代モデルから50mm拡大されたことで室内空間にゆとりを持たせ、フレキシブルなシートアレンジが設定された。

安全性能として、高速走行などマレーシアの道路環境に合わせた衝突回避支援システム「スマートアシスト（現地名：Advanced Safety Assist）」を全グレードに装備したほか、ブラインドスポットモニターやオートハイビームなどが採用された。

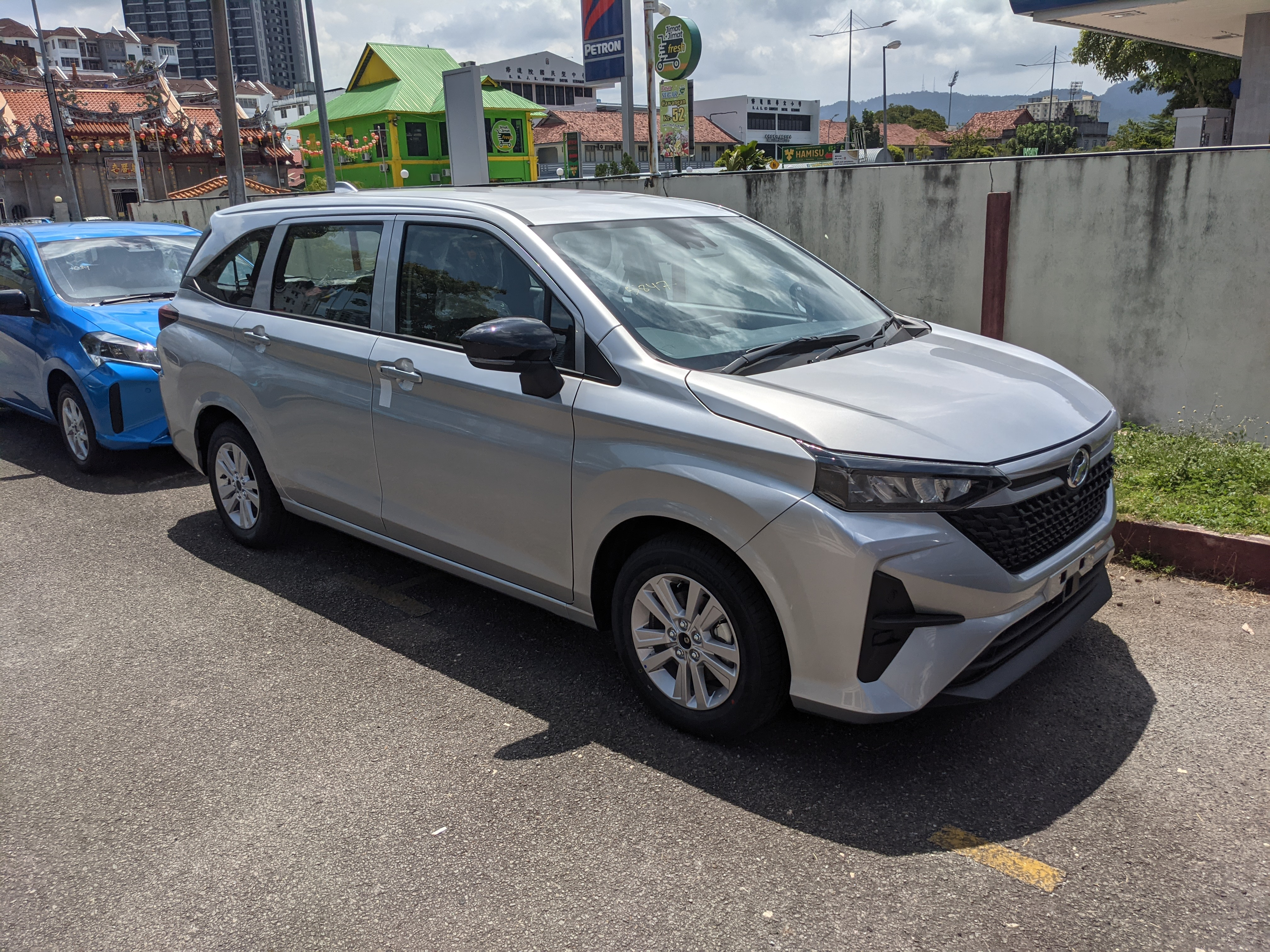
1.5 Xグレード（フロント）
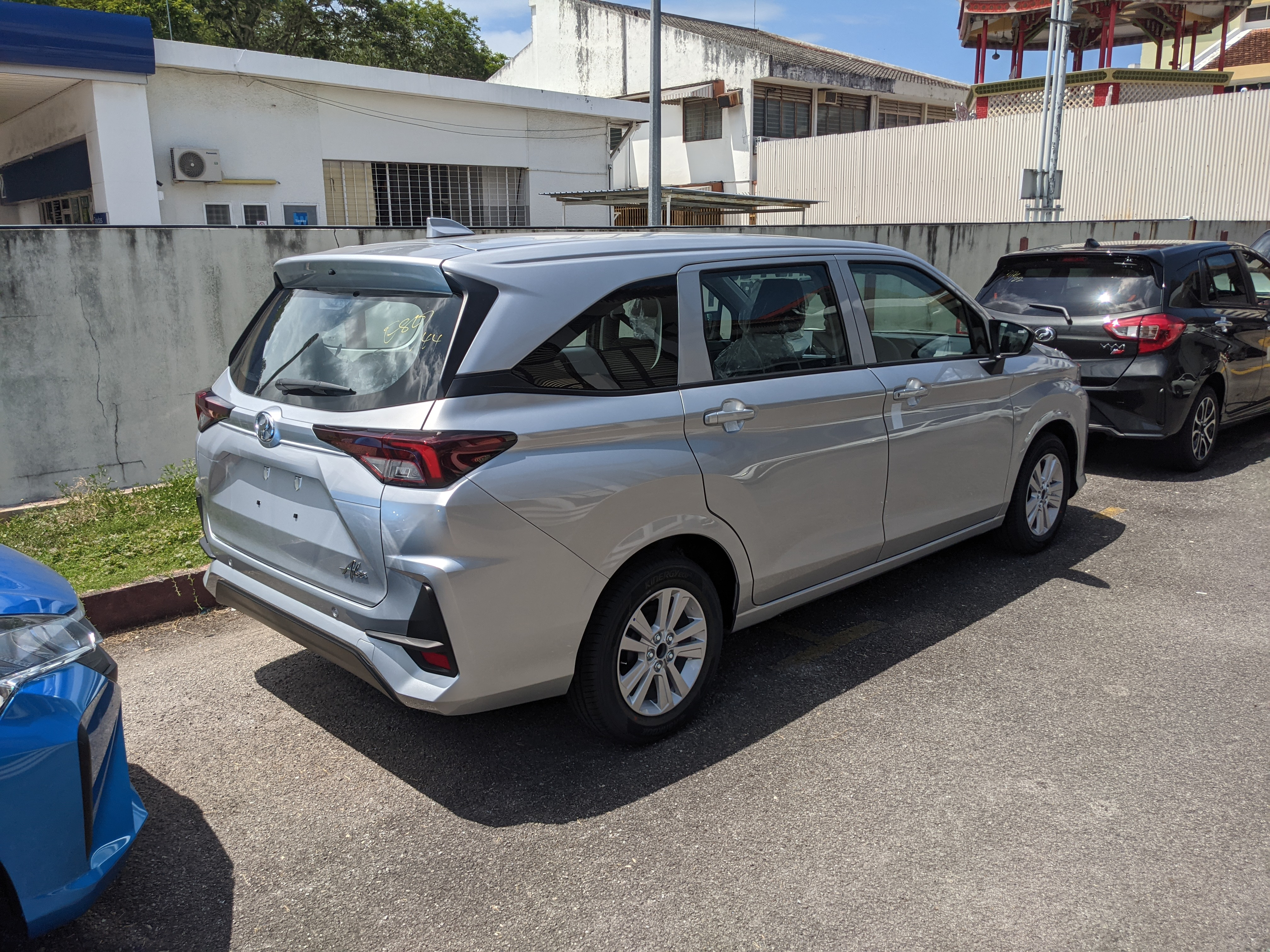
1.5 Xグレード（リア）

## 車名の由来
「ALZA」という名前は、スペイン語の動詞「alzar」に由来する。上昇することを意味する。